# グンドゥラ・ヤノヴィッツ
グンドゥラ・ヤノヴィッツ（Gundula Janowitz、1937年8月2日 - ）は、ドイツ・ベルリン生まれのオーストリアのオペラ、オラトリオ、コンサート歌手（リリック・ソプラノ）。

## 来歴
グンドゥラ・ヤノヴィッツはオーストリアのグラーツ音楽院で学び、すでに1950年代末には最高水準レベルで歌い始めていた（1960年、ヘルベルト・フォン・カラヤンと『天地創造』で共演）。1959年、カラヤンはウィーン国立歌劇場でモーツァルト『フィガロの結婚』のバルバリーナ役に彼女を起用し、1962年には同歌劇場と契約した。1960年代から1970年代には、この分野の国際的な人気歌手の一人となり、最も著名な指揮者（当時の師カラヤンを始め、オットー・クレンペラー、オイゲン・ヨッフム、レナード・バーンスタイン、ラファエル・クーベリック、カール・ベーム、ゲオルク・ショルティ、カルロス・クライバーなど）と共演、バッハからリヒャルト・シュトラウスに至る作品の包括的、広範囲のディスコグラフィを製作した。特にエリーザベト・シュヴァルツコップら戦後第1世代が引退後、アニヤ・シリア、エッダ・モーザーらの次世代が活躍するようになるまで、エディト・マティスもリートや宗教曲に力を入れ始めてソプラノ不足に悩んでいた1970年代のドイツ・オペラ界は、彼女の孤軍奮闘（強いて他に挙げるなら、外国生まれながらほぼネイティブのドイツ人に等しい活動をしたルチア・ポップ）が支えたといってよい。
ヤノヴィッツの特筆すべき仕事のひとつは歌曲リサイタルの活動で（ザルツブルク音楽祭など）、歌手引退後は声楽の教師として活動した。1990年、彼女は一時オーストリアのグラーツで、オペラ監督の地位に就いた。
1978年に、ヤノヴィッツは作曲家ヨーゼフ・マルクスの名を冠したオーストリア、シュタイアーマルク州のヨーゼフ・マルクス音楽賞を授与された。
ヤノヴィッツは、ザルツブルク復活祭音楽祭への定期出演を始め、世界の多くの大舞台に出演した。1973年には『フィガロの結婚』の伝説的な新プロダクション（指揮ゲオルク・ショルティ、演出ジョルジョ・ストレーレル、舞台監督エジオ・フリジェリオと共演）で伯爵夫人役を歌った。
ヤノヴィッツの最後の主役は、ウィーン国立歌劇場でのクリストフ・ヴィリバルト・グルック『アウリスのイフィゲニア』のタイトルロールだった（指揮チャールズ・マッケラス、演出クラウス・ヘルムート・ドレーゼ、舞台監督ハンス・シャファーノッホ）。ヤノヴィッツは1990年にステージから公式に引退した。

## ディスコグラフィー（一部）
共演指揮者別
ヘルベルト・フォン・カラヤン
- ベートーヴェン： 歌劇 『フィデリオ』（マルツェリーネ役、ライヴ）（1962年、DG）、『交響曲第9番』（1962年、DG）、『ミサ・ソレムニス』（1966年、DG / 1974年、EMI）
- ブラームス：『ドイツ・レクイエム』（1964年、DG）
- ハイドン：オラトリオ『天地創造』（1966年・1968年、DG）、『四季』（1972年、EMI）
- ワーグナー：楽劇『ワルキューレ』（1966年、DG）、『神々の黄昏』（1969年・1970年、DG）
- J. S. バッハ：『マタイ受難曲』（1971年・197年、DG）、『ミサ曲 ロ短調』（1973年・1974年、DG）
- R. シュトラウス『4つの最後の歌』（1973年、DG）

ハンス・クナッパーツブッシュ
- ワーグナー：舞台神聖祝祭劇『パルジファル』（花の乙女役、ライヴ）（1962年、Philips）

オットー・クレンペラー
- モーツァルト：歌劇『魔笛』（1964年、EMI）

カール・リヒター
- J. S. バッハ：『クリスマス・オラトリオ』（1965年、Archiv）
- ヘンデル： オラトリオ 『メサイア』（1965年、DG）

カール・ベーム
- ハイドン：オラトリオ『四季』（1967年、DG）
- モーツァルト：歌劇『フィガロの結婚』（1968年、DG）、『レクイエム』（1971年、DG）、歌劇『コジ・ファン・トゥッテ』（1974年、DG）
- J. シュトラウス2世：喜歌劇『こうもり』(1971年、Decca）
- R. シュトラウス：歌劇『カプリッチョ』（1971年、DG）、『ナクソス島のアリアドネ』（1977年、DG）

オイゲン・ヨッフム
- オルフ： カンタータ 『カルミナ・ブラーナ』（1967年、DG）

ルドルフ・ケンペ
- R. シュトラウス：歌劇『ナクソス島のアリアドネ』（1968年、EMI）

カルロス・クライバー
- ウェーバー：歌劇『魔弾の射手』（1973年、DG）

ゲオルク・ショルティ
- R. シュトラウス：歌劇『アラベラ』（1977年、Decca）

レナード・バーンスタイン
- ベートーヴェン：歌劇『フィデリオ』（1978年、DG）